# Miasta Nikaragui
Według danych oficjalnych pochodzących z 2009 roku Nikaragua posiadała ponad 50 miast o ludności przekraczającej 8 tys. mieszkańców. Stolica kraju Managua jako jedyne miasto liczyło ponad pół miliona mieszkańców; 4 miasta z ludnością 100÷500 tys.; 5 miast z ludnością 50÷100 tys.; 13 miast z ludnością 25÷50 tys. oraz reszta miast poniżej 25 tys. mieszkańców. W 1990 ludność miejska stanowiła 59,3% ogółu ludności Nikaragui. Większość miast zlokalizowana jest w zachodniej części kraju, w rowie tektonicznym ciągnącym się równolegle do wybrzeża pacyficznego. Dalej na wschód sieć miast jest o wiele rzadsza.

## Największe miasta w Nikaragui
Największe miasta w Nikaragui według liczebności mieszkańców (stan na 30.06.2009):
| L.p. | Miasto                 | Departament     | Liczba ludności |
| ---- | ---------------------- | --------------- | --------------- |
| 1.   | Managua                | Managua         | 985 143         |
| 2.   | León                   | León            | 156 049         |
| 3.   | Masaya                 | Masaya          | 110 491         |
| 4.   | Chinandega             | Chinandega      | 106 635         |
| 5.   | Tipitapa               | Managua         | 105 773         |
| 6.   | Estelí                 | Estelí          | 99 061          |
| 7.   | Granada                | Granada         | 93 299          |
| 8.   | Matagalpa              | Matagalpa       | 91 160          |
| 9.   | Ciudad Sandino         | Managua         | 82 189          |
| 10.  | Puerto Cabezas (Bilwi) | Atlántico Norte | 50 761          |

## Alfabetyczna lista miast w Nikaragui
Spis miast Nikaragui powyżej 20 tys. mieszkańców według danych szacunkowych z 2009 roku:
- Acoyapa
- Bluefields
- Boaco
- Bonanza
- Camoapa
- Chichigalpa
- Chinandega
- Ciudad Darío
- Ciudad Sandino
- Condega
- Corinto
- Diriamba
- Diriomo
- El Crucero
- El Rama
- El Realejo
- El Sauce
- El Viejo
- Estelí
- Granada
- Jalapa
- Jinotega
- Jinotepe
- Juigalpa
- La Concepción
- La Paz Centro
- La Trinidad
- Larreynaga (Malpaisillo)
- León
- Managua
- Masatepe
- Masaya
- Matagalpa
- Mateare
- Matiguás
- Nagarote
- Nandaime
- Nindirí
- Nueva Guinea
- Ocotal
- Puerto Cabezas (Bilwi)
- Quilalí
- Río Blanco
- Rivas
- Rosita
- San Carlos
- San Juan del Sur
- San Marcos
- San Rafael del Sur
- San Ramón
- Santo Tomás
- Sébaco
- Siuna
- Somotillo
- Somoto
- Ticuantepe
- Tipitapa
- Waslala
- Villa El Carmen
- Villanueva